# Cheerios

Logo

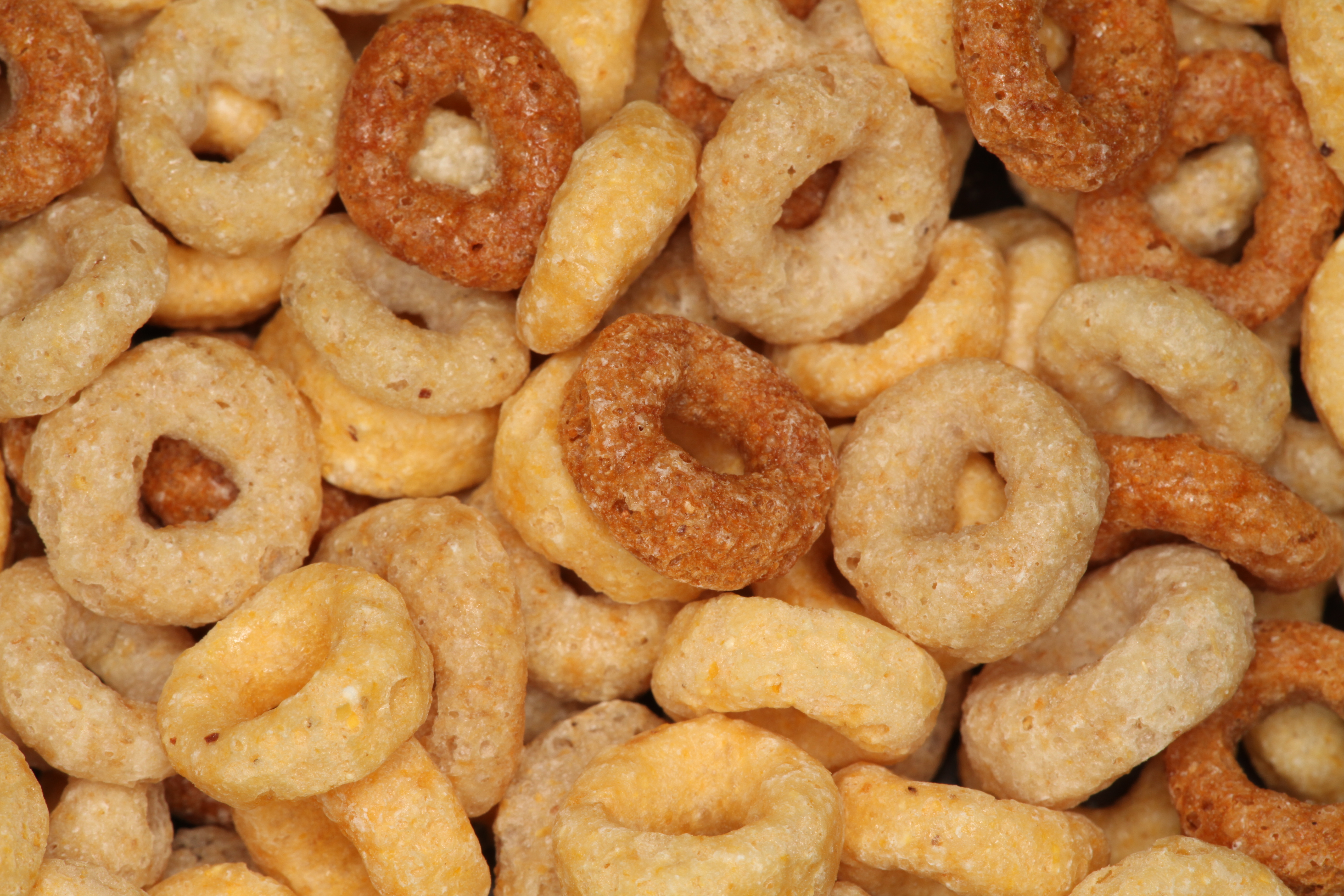
Cheerios

Cheerios sind Haferring-Frühstücksflocken der amerikanischen Firma General Mills, die hauptsächlich als Müsli gegessen werden.
Die Ringe kamen 1941 als CheeriOats auf den Markt, mussten aber nach einem Rechtsstreit mit Quaker Oats 1945 umbenannt werden. Von Figuren aus der The Rocky and Bullwinkle Show und den Peanuts beworben wurde es in den 1950er Jahren zu einer landesweit bekannten Marke, dieser Tage ist Shawn Johnson Werbefigur.
In Europa wurde das Produkt eine Zeit lang von Cereal Partners Worldwide, einem Joint Venture mit Nestlé, mit größerem Zuckeranteil und oft anderen Getreidearten vertrieben, setzte sich aber in dieser Form auf dem europäischen Festland nicht durch. Auch die noch verkauften britischen Varianten sind sehr süß.

## Zutaten und Nährwerte
Laut Herstellerangaben werden die „Original Cheerios“ aus Vollkornhafer, Maisstärke, Zucker, Salz, Kaliumphosphat und unter Zusatz von Vitamin E hergestellt. Die empfohlene Portionsgröße beträgt 28 g, diese enthält 100 kcal, 2 g Fett, 20 g Kohlenhydrate und 2 g Eiweiß.

## Trivia
In der Medizin wird eine bestimmte Erscheinung auf computertomographischen Bildern aufgrund ihrer Ähnlichkeit zu den Frühstücksflocken „Cheerio-Zeichen“ genannt. Daneben wird in den USA in der Strömungslehre die Neigung feuchter schwimmender Körper, aneinander zu kleben, als „Cheerios-Effekt“ bezeichnet.